# اعوجاج

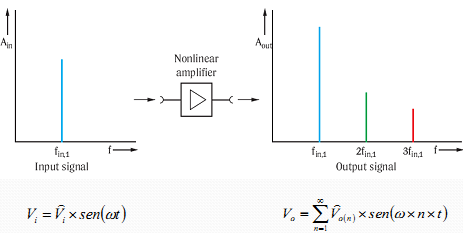
ظهور هارمونیک‌ها هنگام اعمال یک سیگنال به یک عنصر غیرخطی

اعوجاج یا کژی به معنای کجی، ناراستی، انحنا، پیچیدگی، خمیدگی است.

## اعوجاج در بحثرایانهواینترنت
هر گونه تغییر نامطلوب در شکل موج یک سیگنال الکتریکی که از درون یک مدار که شامل یک دستگاه انتقال می‌باشد، عبور می‌کند.
در طراحی مدار الکتریکی یک مسئله مهم این است که سیگنال ورودی در مسیر خواسته شده، بدون ایجاد اعوجاج بیشتر از حدّ مجاز اصلاح شود.
پدیده اعوجاج سیگنال، ناشی از وابستگی سرعت فاز به فرکانس، پراکندگی نامیده می‌شود.

## پیچیدگی یا اعوجاج درجوشکاری
پیچیدگی و تغییر ابعاد یکی از مشکلاتی است که در اثر اشتباه طراحی و تکنیک عملیات جوشکاری ناشی می‌شود. 
با فرض اجتناب از ورود به مباحث تئوریک تنها به این مورد اشاره می‌کنیم که حین عملیات جوشکاری به دلیل عدم فرصت کافی برای توزیع یکنواخت بار حرارتی داده شده به موضع جوش و سرد شدن سریع محل جوش انقباضی که می‌بایست در تمام قطعه پخش می‌شد به ناچار در همان محدوده خلاصه می‌شود و این انقباض اگر در محلی باشد که از نظر هندسی قطعه زاویه‌دار باشد منجر به اعوجاج زاویه‌ای (Angular distortion) می‌شود. 
در نظر بگیرید تغییر زاویه‌ای هرچند کوچک در قطعات بزرگ و طویل چه ایراد اساسی در قطعه نهایی ایجاد می‌کند. 
حال اگر خط جوش در راستای طولی یا عرضی قطعه باشد اعوجاج طولی و عرضی (Longitudinal shrinkage or Transverse shrinkage) نمایان می‌شود. اعوجاج طولی و عرضی همان کاهش طول قطعه نهایی قطعه می‌باشد. این موارد هم بسیار حساس و مهم هستند. نوع دیگری از اعوجاج تاول زدن یا طبله کردن یا قپه (Bowing) می‌باشد.

## اعوجاج درآمپلی فایرها(تقویت‌کننده‌ها)
یک سیگنال خالص سینوسی دارای فرکانس خاصی است که در آن ولتاژ به مقدار مساوی مثبت و منفی می‌شود.
هر تغییر سیگنال کمتر از ۳۶۰ درجه دارای اعوجاج است.
یک تقویت‌کننده ایدئال قادر به تقویت یک سیگنال خالص سینوسی برای تولید موجی با دامنه بیشتر است.
موج حاصل نیز یک سیگنال سینوسی تک فرکانس می‌باشد.
به هنگام اعوجاج خروجی همانند واقعی از سیگنال ورودی نیست.
اعوجاج می‌تواند به علت مشخصه قطعه که خطی نیست رُخ دهد. این وضعیت در تمام کلاس‌های تقویت رخ می‌دهد.
اعوجاج به سبب پاسخ متفاوت قطعات و عناصر مدار به سیگنال ورودی نیز به وجود می‌آید که در این حالت اعوجاج فرکانس نامیده می‌شود.

## انواع اعوجاج
- اعوجاج هارمونیکی
- اعوجاج رنگی
- اعوجاج خمره‌ای
- اعوجاج جاسوزنی
- اعوجاج فاز